# ديف مولدر
ديف مولدر (بالإنجليزية: Dave Mulder)‏ هو سياسي أمريكي، ولد في 17 فبراير 1939 في ألتون في الولايات المتحدة. حزبياً، نشط في Republican Party of Iowa ‏ والحزب الجمهوري. وقد انتخب عضو مجلس ولاية آيوا.